# Ценко Цветанов
Ценко Цветанов Тодоров, по-известен като Ценко Цветанов, е български толстоист, писател, литературен критик, библиограф, преводач и педагог.

## Биография
Роден е на 6 март 1904 г. в Лом. Завършва Софийския университет „Св. Климент Охридски“ със специалност „Педагогика“ през 1929 г.
От 1929 до 1939 г. е преподавател в София. Преди това е учител във видинските села Орешец и Върбовчец.
От 1922 до 1925 г. издава списание „Ясна поляна“. Редактор е на сп. „Поточе“ (1931-1932), в. „Въздържателче“ (1936-1937), в. „Млада дружина“, сп. „Училищен преглед“ и „Български книгопис“.
От 1938 до 1944 г. е издател-редактор заедно с Емил Коралов, Лъчезар Станчев и Асен Разцветников на популярния вестник за юноши „Весела дружина“.
Има големи заслуги към библиографското дело в България. Основател и директор е на издателство „Народна просвета“. От 1948 г. работи като уредник в Българския библиографски институт „Елин Пелин“, а от 1953 до 1960 г. е директор на Държавния библиотекарски институт. Автор е на библиографски трудове.
Негово дело са разкази, приказки, басни, повести и романи. Превежда Лев Толстой, Александър Беляев и други.
Умира на 9 март 1960 година в град София.

## Частична библиография
- „Минимум библиотечна техника за масови библиотеки“
- „Материали по история на българската библиография до Освобождението“
- „Българска библиография. Исторически преглед и днешно състояние“